# IPodLinux
IPodLinux was een speciale Linuxdistributie voor de iPod. De laatste versie is versie 2.3, uitgebracht op 7 januari 2007. De grafische interface van iPodLinux was Podzilla, die werd geladen nadat de kernel was geladen. De distributie werd verspreid onder de voorwaarden van de GNU General Public License (GPL).

## Compatibiliteit
iPodLinux draaide redelijk stabiel op de eerste tot vijfde generatie iPods, maar op de tweede en derde generatie iPod nano niet vanwege versleutelde firmware. iPodLinux draaide ook niet op nieuwere iPods.

## Mogelijkheden
Door iPodLinux was het onder meer mogelijk om computerspellen te draaien, bijvoorbeeld Doom, en videobestanden af te spelen op de iPod Nano en zelfs op de eerste generatie iPods in zwart-wit. Met iPodLinux kon ook de complete Wikipedia op een iPod worden geplaatst en geraadpleegd.